# LTE International Airways
LTE International Airways S.A. (zeitweise LTE-Volar) war eine spanische Charterfluggesellschaft mit Sitz in Palma.

## Geschichte
LTE wurde am 27. April 1987 auf Anregung der spanischen Regierung gegründet. Mitbegründerin war LTU, die in dieser Zeit die größte deutsche Charterfluggesellschaft war. Von 1993 bis Mai 2001 war diese auch Alleineigentümerin, nachdem die anderen Anteilseigner ausbezahlt wurden.
Am 24. Mai 2001 verkaufte LTU die Airline an eine Gruppe italienischer und spanischer Geschäftsleute und die Volare Gruppe. Die Fluggesellschaft wurde zu diesem Zeitpunkt in LTE-Volar umbenannt. 2005 erhielt die Gesellschaft jedoch wieder ihren bisherigen Namen LTE International Airways zurück. Die damals für die LTE fliegenden Boeing 757-200 wurden ausgemustert.
Aufgrund akuter Liquiditätsengpässe stellte LTE am 17. Oktober 2008 den Flugbetrieb ein.

## Flotte
Vor Einstellung des Flugbetriebs bestand die Flotte mit Stand Oktober 2008 aus sieben Flugzeugen:
- 7 Airbus A320-200